# Đệ Nhị Cộng hòa (Việt Nam Cộng hòa)
Đệ Nhị Cộng hòa Việt Nam (1967-1975) là chính thể dân sự của Việt Nam Cộng hòa thành lập trên cơ sở của bản Hiến pháp tháng 4 năm 1967 và cuộc bầu cử tháng 9 năm 1967. Ngày 1 tháng 11 năm 1967 được xem là ngày chính thức thành lập nền Đệ Nhị Cộng hòa. Đệ Nhị Cộng hòa chấm dứt khi Tổng thống Dương Văn Minh ra lệnh đầu hàng chính phủ cách mạng lâm thời Cộng hòa miền Nam Việt Nam vào ngày 30 tháng 4 năm 1975.

## Chính phủ

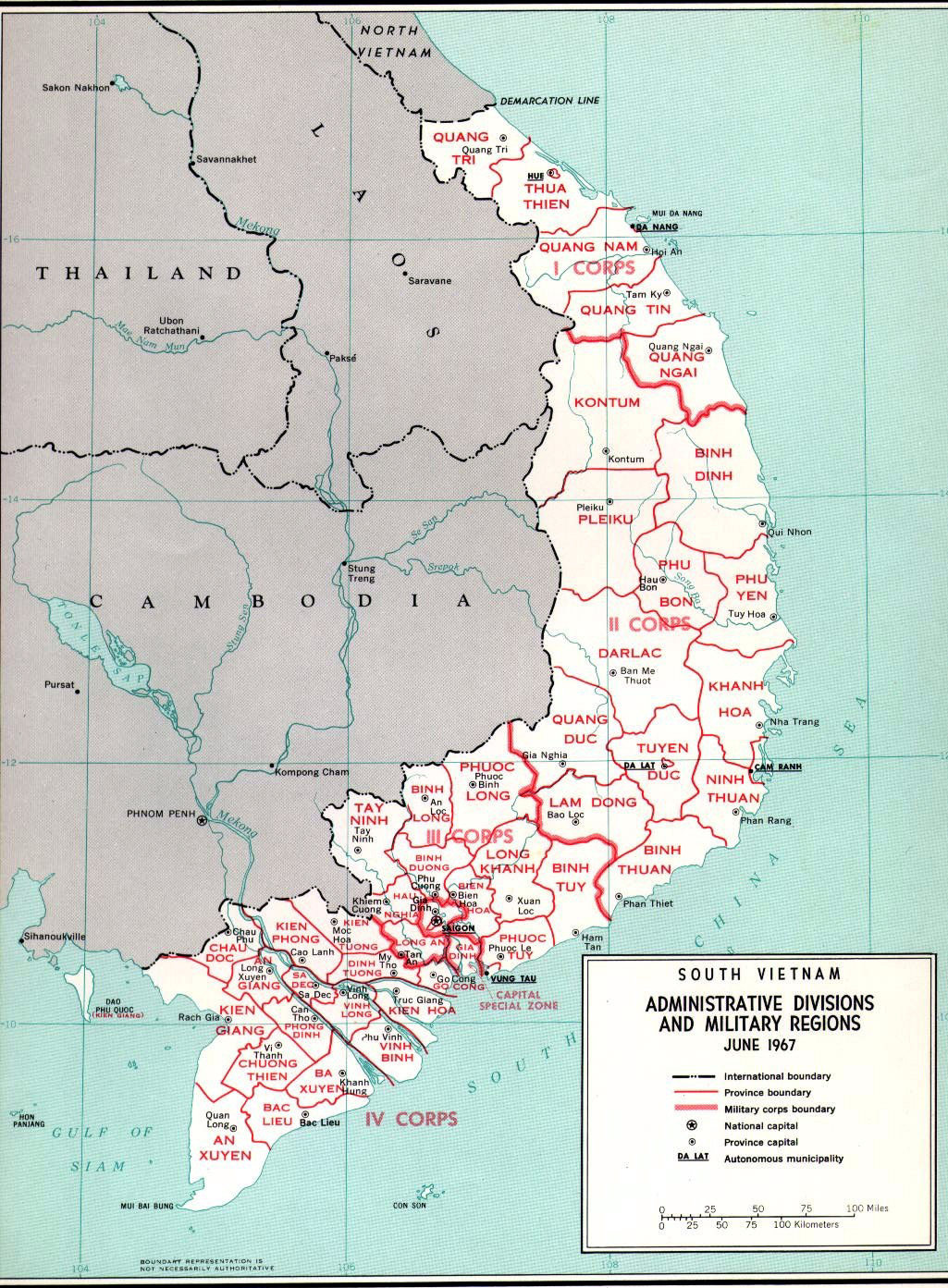
Bản đồ hành chính Việt Nam Cộng hòa năm 1967 thời Đệ Nhị Cộng hòa

Chính phủ Đệ Nhị Cộng hòa tiếp thu chính quyền từ Ủy ban Lãnh đạo Quốc gia do các tướng lãnh Nguyễn Cao Kỳ và Nguyễn Văn Thiệu điều hành trong thời kỳ quân quản giữa nền Đệ Nhất và Đệ Nhị Cộng hòa.

### Hành chính Trung ương

#### Lập pháp
Chiếu theo Hiến pháp thì lập pháp có Quốc hội lưỡng viện: Thượng viện có 30-60 nghị sĩ nhiệm kỳ 6 năm bầu theo liên danh lấy toàn quốc làm đơn vị độc nhất. Hạ viện có 100 đến 200 dân biểu nhiệm kỳ 4 năm bầu theo cá nhân căn cứ theo từng tỉnh. Chiếu theo Hiến pháp thì Hạ viện phải có 6 ghế dành cho người Việt gốc Miên, 6 người Thượng, 2 người Chàm, và 2 người thuộc dân tộc thiểu số miền núi Bắc Việt di cư vào Nam.
Khóa đầu tiên Thượng viện năm 1967-1973 có 6 liên danh; mỗi liên danh là 10 người, tổng cộng là 60 nghị sĩ. Nguyễn Văn Huyền được bầu làm Chủ tịch Thượng viện.
Khóa đầu tiên Hạ viện năm 1967-1971 có 137 dân biểu; Nguyễn Bá Lương trúng tuyển làm Chủ tịch Hạ viện. Năm 1971 số dân biểu tăng lên thành 159; mỗi dân biểu đại diện khoảng 50.000 cử tri. Trong Quốc hội vào thời điểm năm 1974 thì Thượng viện có 41 nghị sĩ thân chính phủ, 19 nghị sĩ đối lập; Hạ viện có 84 dân biểu thân chính phủ, 59 đối lập và 16 độc lập.

#### Hành pháp
Hành pháp bầu theo liên danh 2 người với nhiệm kỳ 4 năm, một người làm tổng thống và người kia phó tổng thống. Trong cuộc bầu cử năm 1967, liên danh Nguyễn Văn Thiệu và Nguyễn Cao Kỳ đắc cử với 34,8% số phiếu. Tuy nhiên nếu tính riêng Thủ đô Sài Gòn thì liên danh Trần Văn Hương - Mai Thọ Truyền nhiều phiếu nhất (151.102). Nhì là Nguyễn Văn Thiệu - Nguyễn Cao Kỳ (148.933) rồi Trương Đình Dzu - Trần Văn Chiêu (83.374).
Tổng thống chỉ định Thủ tướng và Thủ tướng đệ trình danh sách Nội các để điều hành chính phủ. Nội các đầu tiên do Thủ tướng Nguyễn Văn Lộc nhậm chức ngày 9 tháng 11 năm 1967.
| Thành phần chính phủ 1967-1968    | Thành phần chính phủ 1967-1968 |
| Chức vụ                           | Tên                            |
| --------------------------------- | ------------------------------ |
| Thủ tướng                         | Luật sư Nguyễn Văn Lộc         |
| Tổng trưởng Ngoại giao            | Bác sĩ Trần Văn Đỗ             |
| Tổng trưởng Quốc phòng            | Trung tướng Nguyễn Văn Vỹ      |
| Tổng trưởng Nội vụ                | Trung tướng Linh Quang Viên    |
| Tổng trưởng Xây dựng Nông thôn    | Trung tướng Nguyễn Đức Thắng   |
| Tổng trưởng Tài chánh             | Lưu Văn Tính                   |
| Tổng trưởng Kinh tế               | Trương Thái Tôn                |
| Tổng trưởng Văn hóa Giáo dục      | Giáo sư Tăng Kim Đông          |
| Tổng trưởng Canh nông và Điền địa | Tôn Thất Trình                 |
| Tổng trưởng Chiêu hồi             | Nguyễn Xuân Phong              |
| Tổng trưởng Giao thông và Vận tải | Lương Thế Siêu                 |
| Tổng trưởng Công chánh            | Bửu Đôn                        |
| Tổng trưởng Y tế                  | Bác sĩ Trần Lữ Y               |
| Tổng trưởng Xã hội và Tỵ nạn      | Bác sĩ Nguyễn Phúc Quế         |
| Tổng trưởng Cựu Chiến binh        | Bác sĩ Nguyễn Tấn Hồng         |
| Tổng trưởng Lao động              | Giáo sư Phó Bá Long            |
| Tổng trưởng Phát triển Sắc tộc    | Paul Nur                       |
| Tồng trưởng Tư pháp               | Huỳnh Đức Bửu                  |

Sau Sự kiện Tết Mậu Thân, Thủ tướng Nguyễn văn Lộc bị chỉ trích và ép từ nhiệm. Người được bổ lên thay là Thủ tướng Trần Văn Hương, nhậm chức ngày 28 tháng 5 năm 1968 nhưng đến 1 tháng 9 năm 1969 thì nội các của ông bị giải tán. Nội các thứ ba là của Thủ tướng Trần Thiện Khiêm điều khiển chính phủ gần 6 năm (1969-75) cho gần đến khi nền Đệ Nhị Cộng hòa chấm dứt.
| Thành phần chính phủ 1969-1975               | Thành phần chính phủ 1969-1975              |
| Chức vụ                                      | Tên                                         |
| -------------------------------------------- | ------------------------------------------- |
| Thủ tướng kiêm Tổng trưởng Nội vụ            | Đại tướng Trần Thiện Khiêm                  |
| Phó Thủ tướng kiêm Tổng trưởng Giáo dục      | Bác sĩ Nguyễn Lưu Viên                      |
| Tổng trưởng Ngoại giao                       | Dược sĩ Trần Văn Lắm                        |
| Tổng trưởng Quốc phòng                       | Trung tướng Nguyễn Văn Vỹ                   |
| Tổng trưởng Thông tin                        | Luật sư Ngô Khắc Tỉnh                       |
| Tổng trưởng Xây dựng Nông thôn               | Thiếu tướng Trần Thanh Phong                |
| Tổng trưởng Tài chánh                        | Nguyễn Bích Huệ                             |
| Tổng trưởng Kinh tế                          | Phạm Kim Ngọc (từ 1971 là Nguyễn Đức Cường) |
| Tổng trưởng Văn hóa Giáo dục                 | Giáo sư Tăng Kim Đông                       |
| Tổng trưởng Cải cách Canh nông và Ngư nghiệp | Cao Văn Thân                                |
| Tổng trưởng Chiêu hồi                        | Bác sĩ Hồ Văn Châm                          |
| Tổng trưởng Giao thông                       | Trần Văn Viễn                               |
| Tổng trưởng Công chánh                       | Dương Kích Nhưỡng                           |
| Tổng trưởng Y tế                             | Bác sĩ Trần Minh Tùng                       |
| Tổng trưởng Xã hội                           | Bác sĩ Trần Ngươn Phiêu                     |
| Tổng trưởng Cựu Chiến binh                   | Thiếu tướng Phạm Văn Đổng                   |
| Tổng trưởng Lao động                         | Đàm Sĩ Hiến                                 |
| Tổng trưởng Phát triển Sắc tộc               | Paul Nur                                    |
| Tồng trưởng Tư pháp                          | Luật sư Lê Văn Thu                          |

Tổng thống Nguyễn Văn Thiệu tái đắc cử trong cuộc bầu cử ngày 3 tháng 10 năm 1971 trong liên danh với Trần Văn Hương.

#### Tư pháp
Đứng đầu ngành tư pháp là Tối cao Pháp viện nhóm họp lần đầu ngày 22 tháng 10 năm 1968 gồm có 9 thẩm phán với nhiệm kỳ 6 năm do Công tố Viện và Luật sư Đoàn đề cử và Quốc hội bổ nhiệm.
Nhiệm kỳ I (1968-1974), Thẩm phán Trần Minh Tiết được bầu làm Chủ tịch. Nối tiếp là Thẩm phán Trần Văn Linh làm Chủ tịch Nhiệm kỳ II (1974-1975).
Ngoài ra còn có Giám sát Viện quy định trong Hiến pháp với 18 giám sát viên coi việc kiểm tra kế toán các cơ quan chính phủ và điều tra những nghi án tham nhũng, lạm quyền, hoặc biển thủ công quỹ.

### Hành chánh địa phương
Việt Nam Cộng hòa được chia thành 44 tỉnh, 237 quận, và 6 thành phố (Đô thành Sài Gòn, Vũng Tàu, Đà Lạt, Cam Ranh, Đà Nẵng, Huế), sau tăng thành 11 thành phố (thêm Rạch Giá, Cần Thơ, Mỹ Tho, Nha Trang, Biên Hòa). Việc điều hành còn bị chi phối bởi quân đội với toàn quốc chia thành 4 quân khu.
Cấp tỉnh thì có Hội đồng Tỉnh và Tỉnh trưởng đứng đầu. Tỉnh trưởng do Tổng thống bổ nhiệm trong khi Hội đồng tỉnh thì do dân chúng bầu lên. Tỉnh trưởng chịu trách nhiệm tài chánh và hành chánh trong tỉnh cùng báo cáo về phủ Thủ tướng và Bộ Nội vụ. Tỉnh trưởng còn có nhiệm vụ chỉ huy lực lượng Địa Phương Quân và Nhân dân Tự vệ.
Ở cấp quận thì có quận trưởng, thường là một quân nhân do tỉnh trưởng đề cử và Bộ Nội vụ bổ nhiệm. Công việc chính của quận trưởng là trông coi vấn đề an ninh và điều hành những dịch vụ như y tế, nông nghiệp, công chánh và thống kê. Quận trưởng còn có quyền xử kiện trong những vụ án tiểu hình.
Làng xã có Hội đồng Xã quản trị. Thôn làng ít hơn 2.000 người thì bầu hội đồng 6 thành viên trong khi thôn làng hơn 10.000 dân thì có thể lập hội đồng 12 người. Hội đồng xã tự bầu lên xã trưởng. Hội đồng họp mỗi tháng một lần để xét chủ yếu về ngân sách và những đồ án xây dựng. Bắt đầu từ năm 1969 thì xã trưởng quản lý cả những cán sự phát triển nông thôn.

### Đảng phái chính trị
Tính đến năm 1970 thì chính trường Miền Nam có chín chính đảng hoạt động chính thức. Đó là:
1. Việt Nam Nhân xã Cách mạng Đảng
2. Lực lượng Đại Đoàn kết
3. Đại Việt Cách mạng Đảng
4. Việt Nam Quốc dân Đảng, Xứ Đảng bộ Miền Nam
5. Việt Nam Quốc dân Đảng
6. Mặt trận Nhân dân Cứu nguy Dân tộc
7. Phong trào Quốc gia Cấp tiến
8. Tập đoàn Cựu Chiến sĩ Hòa Hảo Dân xã
9. Việt Nam Dân chủ Xã hội Đảng

## Văn hóa
Trong những thành tích của nền Đệ Nhị Cộng hòa là việc xây dựng Thư viện Quốc gia ở địa điểm quây bởi bốn con đường Gia Long, Công Lý, Nguyễn Trung Trực và Lê Thánh Tôn. Địa điểm này thời Pháp thuộc là Khám Lớn, địa chỉ là số 69 đường Gia Long (sau năm 1975 là đường Lý Tự Trọng) khởi xây tháng 12 năm 1968 và khánh thành ngày 23 tháng 12 năm 1971 dưới sự chủ tọa của Tổng thống Nguyễn Văn Thiệu. Tòa nhà mới cao 14 tầng với dung tích lưu trữ một triệu cuốn sách.

## Chính sách đối ngoại
Chính phủ Đệ Nhị Cộng hòa lập bang giao với 86 quốc gia trên thế giới với địa vị chính quyền pháp lý của miền Nam và thêm 6 quốc gia khác nhìn nhận Việt Nam Cộng hòa chính quyền hiện hữu (de facto). Trong trường hợp quốc gia nào công nhận chính phủ Cách mạng Lâm thời miền Nam Việt Nam thì quan hệ bị Việt Nam Cộng hòa cắt đứt như trường hợp Indonesia vào năm 1964..
Hoa Kỳ là một đồng minh tối quan trọng đối với chính phủ Đệ Nhị Cộng hòa vì là nguồn viện trợ quân sự lớn cũng như sự giúp đỡ kinh tế. Nguồn tài trợ của Hoa Kỳ tăng đáng kể nếu lấy năm 1966 làm mốc giữa thời kỳ trước và sau khi thành lập nền Đệ Nhị Cộng hòa.
Ghi chú: Mức viện trợ bình quân đầu người được tính bằng cách lấy tổng viện trợ chia cho dân số VNCH cùng năm. Mức viện trợ tính bằng tiền Đồng tính bằng cách lấy mức viện trợ tính bằng Đô la Mỹ nhân với tỷ giá hối đoái chính thức giữa Đồng VNCH với Dollar.
Nguồn: Số liêu về tổng viện trợ lấy từ Dacy (1986), bảng 10.2, trang 200; Số liệu về dân số VNCH lấy từ Trần Văn Thọ chủ biên (2000), bảng 1.1, trang 238; Số liệu về tỷ giá hối đoái lấy từ Dacy (1986), bảng 9.5, trang 190.

## Chính sách đối nội
Trong cuộc chiến, chính phủ Đệ Nhị Cộng hòa ngoài việc phải đối đầu quân sự với Mặt trận Dân tộc Giải phóng miền Nam Việt Nam còn phải giải quyết việc định cư dân tỵ nạn phải sơ tán vì tình hình an ninh. Riêng vào năm 1972 có 758.000 dân phải bỏ nhà cửa chạy loạn.
Chính phủ còn đề ra cuộc cải cách điền địa với chương trình Người cày có ruộng, được Quốc hội thông qua vào đầu năm 1970. Trong thời gian 4 năm, 750.000 hộ nông dân (khoảng 5 triệu dân) được phát hơn một triệu hecta đất.

### Những ngày cuối cùng
Vào đầu năm 1975 dưới áp lực quân sự và tình hình ngày càng nguy biến, Thủ tướng Trần Thiện Khiêm từ chức ngày 3 tháng 4. Tổng thống Nguyễn Văn Thiệu đề cử Nguyễn Bá Cẩn, lúc bấy giờ là Chủ tịch Hạ viện Quốc hội, đứng ra lập Nội các mới hầu mở rộng cho các giới tham chính. Mãi đến ngày 14, Nguyễn Bá Cẩn mới đệ trình danh sách tân Nội các với danh xưng "Chính phủ Đoàn kết Quốc gia" để thay thế nhân sự. 
| Thành phần chính phủ 14-23 Tháng Tư 1975                               | Thành phần chính phủ 14-23 Tháng Tư 1975 |
| Chức vụ                                                                | Tên                                      |
| ---------------------------------------------------------------------- | ---------------------------------------- |
| Thủ tướng                                                              | Dân biểu Nguyễn Bá Cẩn                   |
| Phó Thủ tướng đặc trách Tổng Thanh tra kiêm Tổng trưởng Quốc phòng     | Trung tướng Trần Văn Đôn                 |
| Phó Thủ tướng phụ trách Cứu trợ và Định cư                             | kỹ sư Dương Kích Nhưỡng                  |
| Phó Thủ tướng đặc trách Sản xuất kiêm Tổng trưởng Canh nông và Kỹ nghệ | tiến sĩ Nguyễn Văn Hảo                   |
| Quốc vụ khanh đặc trách Hòa đàm                                        | Nguyễn Xuân Phong                        |
| Quốc vụ khanh                                                          | giáo sư Phạm Thái                        |
| Quốc vụ khanh                                                          | luật sư Lê Trọng Quát                    |
| Tổng trưởng Ngoại giao                                                 | luật sư Vương Văn Bắc                    |
| Tổng trưởng Tư pháp                                                    | nghị sĩ Ngô Khắc Tịnh                    |
| Tổng trưởng Nội vụ                                                     | Bửu Viên                                 |
| Tổng trưởng Kinh tế                                                    | Nguyễn Văn Diệp                          |
| Tổng trưởng Kế hoạch                                                   | tiến sĩ Nguyễn Tiến Hưng                 |
| Tổng trưởng Thông tin và Chiêu Hồi                                     | Chuẩn tướng Phan Hòa Hiệp                |
| Tổng trưởng Y tế                                                       | Nghị sĩ Tôn Thất Niệm                    |
| Tổng trưởng Cựu Chiến binh                                             | Thẩm phán Huỳnh Đức Bửu                  |
| Tổng trưởng Lao động                                                   | dân biểu Vũ Công                         |
| Tổng trưởng Xã hội                                                     | Trần Văn Mãi                             |
| Tổng trưởng Phát triển Sắc tộc                                         | Nay Luett                                |

Ngày 21 tháng 4, do sức ép lớn từ các tướng dưới quyền như Trần Văn Đôn, Cao Văn Viên, thủ tướng Nguyễn Bá Cẩn, bộ trưởng kinh tế Nguyễn Văn Hảo Tổng thống Nguyễn Văn Thiệu đã nhóm họp các nhân vật chấp chính tại Dinh Độc Lập và tuyên bố từ chức và giao quyền lại cho Phó Tổng thống Trần Văn Hương theo Hiến pháp quy định. Buổi lễ được truyền thanh và truyền hình trực tiếp lúc 19 giờ 40 phút. Cố gắng lúc bấy giờ là để tìm cách hòa hoãn với phe Mặt trận Dân tộc Giải phóng Miền Nam Việt Nam vì đối phương không chấp nhận thương thuyết với chính phủ của Tổng thống Thiệu.
Ngày 23 tháng 4, Thủ tướng Nguyễn Bá Cẩn từ chức.